# UFC on Fox: Machida vs. Rockhold
UFC on Fox: Machida vs. Rockhold è stato un evento di arti marziali miste tenuto dalla Ultimate Fighting Championship svolto il 18 aprile 2015 al Prudential Center di Newark, Stati Uniti.

## Retroscena
Questo fu il sesto evento organizzato dalla UFC a Newark, Stati Uniti. Nel match principale della card si affrontarono nella categoria dei pesi medi, l'ex campione dei pesi mediomassimi UFC Lyoto Machida e l'ex campione dei pesi medi Strikeforce Luke Rockhold.
Manvel Gamburyan doveva affrontare Aljamain Sterling. Tuttavia, il 3 febbraio, Gamburyan subì un infortunio e venne rimpiazzato da Takeya Mizugaki.
L'incontro dei pesi medi tra Ronaldo Souza e Yoel Romero, previsto inizialmente per l'evento UFC 184, venne spostato per questa card a causa di una polmonite da parte del brasiliano. Tuttavia, il 10 aprile, Romero subì lo strappo del legamento del menisco ed in seguito fu sostituito da Chris Camozzi.
L'incontro tra Diego Brandão e Jimy Hettes, previsto per UFC 183, venne spostato per questo evento a causa di uno svenimento subito da Hettes nel backstage.
George Sullivan doveva affrontare Kenny Robertson. Tuttavia, Robertson subì un infortunio e venne rimpiazzato da Tim Means.
L'incontro tra Nick Catone e Vitor Miranda venne cancellato a causa del ritiro, annunciato il 25 marzo, da parte di Catone; quest'ultimo subì moltissimi infortuni alla schiena. Allo stesso tempo anche Miranda subì un infortunio alle costole che lo costrinsero ad rinunciare all'incontro.
Paul Felder doveva affrontare Jim Miller. Tuttavia, Felder subì un infortunio al ginocchio e venne sostituito da Beneil Dariush.

## Risultati
|                  | Divisione         |                   |                 |                 | Metodo                                      | Round           | Tempo           | Premio          |
| Card Principale  | Card Principale   | Card Principale   | Card Principale | Card Principale | Card Principale                             | Card Principale | Card Principale | Card Principale |
| ---------------- | ----------------- | ----------------- | --------------- | --------------- | ------------------------------------------- | --------------- | --------------- | --------------- |
|                  | Pesi Medi         | Luke Rockhold     | batte           | Lyoto Machida   | Sottomissione (rear-naked choke)            | 2               | 2:31            | POTN            |
|                  | Pesi Medi         | Ronaldo Souza     | batte           | Chris Camozzi   | Sottomissione verbale (armbar)              | 1               | 2:33            |                 |
|                  | Pesi Piuma        | Max Holloway      | batte           | Cub Swanson     | Sottomissione (ghigliottina)                | 3               | 3:58            | POTN            |
|                  | Pesi Paglia (F)   | Paige VanZant     | batte           | Felice Herrig   | Decisione unanime (30-26, 29-27, 30-26)     | 3               | 5:00            |                 |
| Card Preliminare |                   |                   |                 |                 |                                             |                 |                 |                 |
|                  | Pesi Leggeri      | Beneil Dariush    | batte           | Jim Miller      | Decisione unanime (29-28, 29-28, 29-28)     | 3               | 5:00            |                 |
|                  | Pesi Mediomassimi | Ovince St. Preux  | batte           | Patrick Cummins | KO (pugni)                                  | 1               | 4:54            |                 |
|                  | Pesi Mediomassimi | Gian Villante     | batte           | Corey Anderson  | KO Tecnico (pugni)                          | 3               | 4:18            | FOTN            |
|                  | Pesi Gallo        | Aljamain Sterling | batte           | Takeya Mizugaki | Sottomissione (triangolo di braccio)        | 3               | 2:11            |                 |
|                  | Pesi Welter       | Tim Means         | batte           | George Sullivan | Sottomissione (triangolo di braccio)        | 3               | 3:41            |                 |
|                  | Pesi Piuma        | Diego Brandão     | batte           | Jimy Hettes     | KO Tecnico (stop medico)                    | 1               | 5:00            |                 |
|                  | Pesi Medi         | Chris Dempsey     | batte           | Eddie Gordon    | Decisione non unanime (29-28, 28-29, 29-28) | 3               | 5:00            |                 |

## Premi
I lottatori premiati ricevettero un bonus di 50.000 dollari.
Legenda:
- FOTN: Fight of the Night (vengono premiati entrambi gli atleti per il miglior incontro dell'evento)
- POTN: Performance of the Night (viene premiato il vincitore per la migliore performance dell'evento)

## Incontri Annullati
|  | Divisione    |                  |        |                   | Motivo                       |
|  | ------------ | ---------------- | ------ | ----------------- | ---------------------------- |
|  | Pesi Gallo   | Manvel Gamburyan | contro | Aljamain Sterling | Gamburyan subì un infortunio |
|  | Pesi Medi    | Ronaldo Souza    | contro | Yoel Romero       | Romero subì un infortunio    |
|  | Pesi Welter  | George Sullivan  | contro | Kenny Robertson   | Robertson subì un infortunio |
|  | Pesi Medi    | Nick Catone      | contro | Vitor Miranda     | Catone si ritirò             |
|  | Pesi Leggeri | Jim Miller       | contro | Paul Felder       | Felder subì un infortunio    |